# Chez Léon
Pour les articles homonymes, voir Léon.

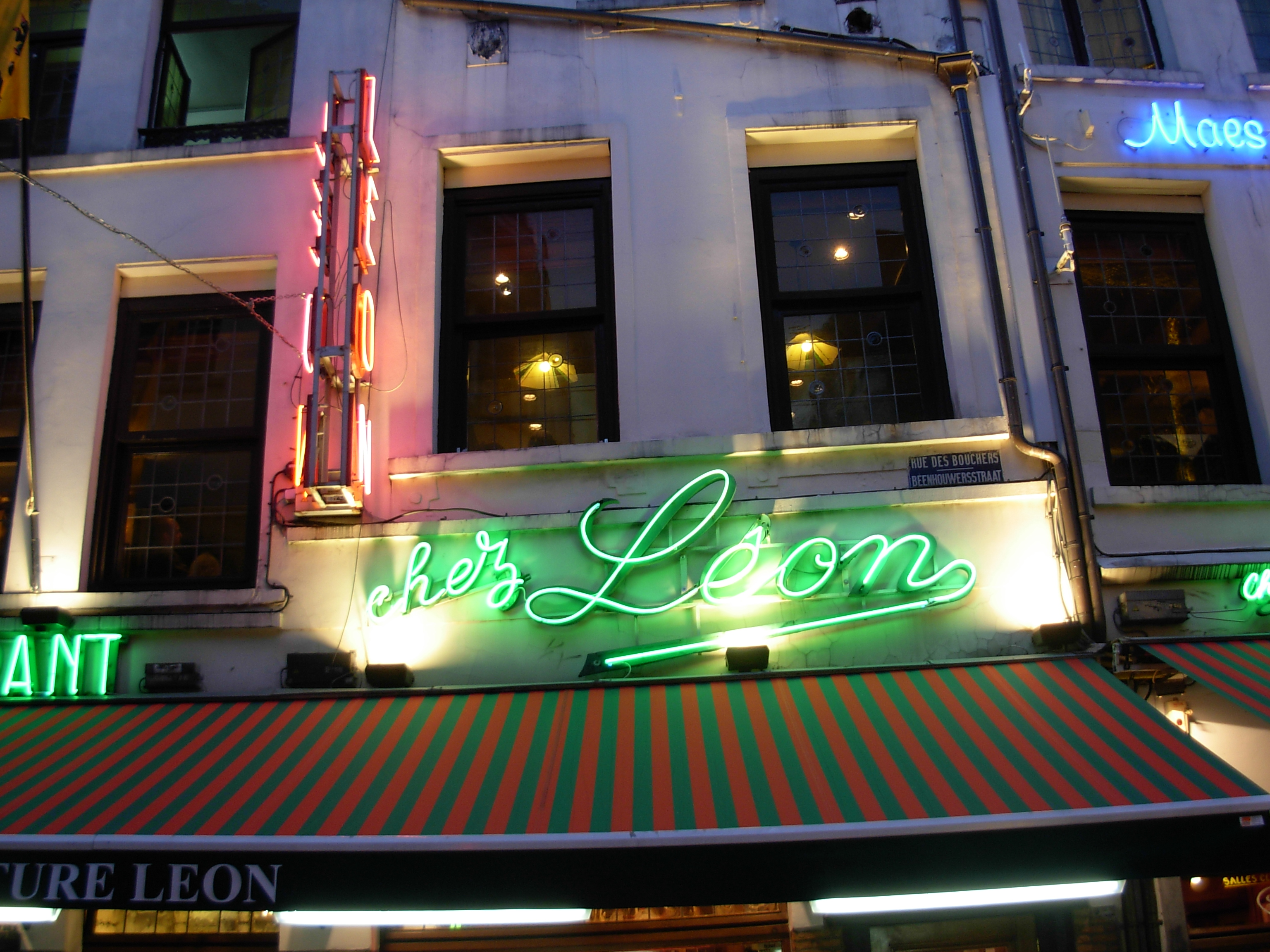
Le restaurant Chez Léon, rue des Bouchers à Bruxelles.

Chez Léon, aujourd'hui la plus grande surface de restauration de Bruxelles, a été créé rue des Bouchers en 1893 par Léon Vanlancker, dont les descendants dirigent toujours l’entreprise. La spécialité du restaurant est le plat populairement appelé « moules-frites ».
Son propriétaire actuel, Rodolphe Vanlancker, est à l'origine du développement en France  de la chaîne de restaurants Léon qui a la même spécialité.
Créée en 1989 sous forme de franchise, Léon de Bruxelles est aujourd'hui une entreprise française indépendante qui compte environ 78 restaurants, tous en France.
Le 17 janvier 2012, la chaîne s'implante à Londres, sous le même titre et avec les mêmes spécialités.

## Sources

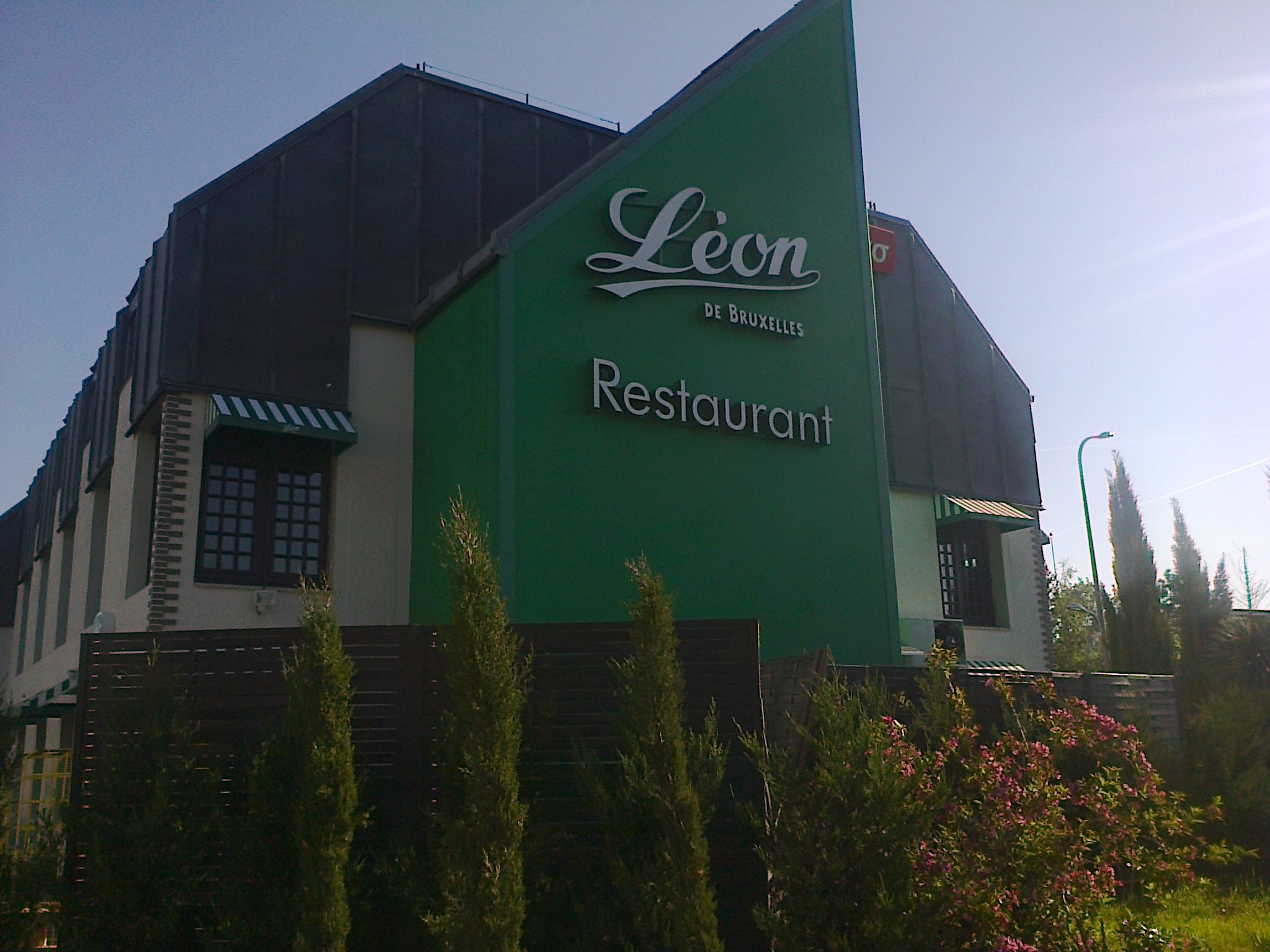
Devanture du restaurant Léon de Bruxelles de Vélizy-Villacoublay

Léon de Bruxelles, Document de référence 2007, déposé auprès de l'Autorité des marchés financiers (AMF-France)